# ليمور كلير فأري
ليمور كلير الفأري هو ليمور فأري موصوف مؤخرًا ويستوطن جزيرة نوزي بي بمدغشقر.